# جورج جونسون (منافس ألعاب قوى)
جورج جونسون (بالإنجليزية: George Johnson)‏ هو منافس ألعاب قوى ليبيري، ولد في 12 مايو 1938 في مونروفيا في ليبيريا.

## وصلات خارجية
- جورج جونسون على موقع أوليمبيديا (الإنجليزية)